# Lower Than Atlantis
I Lower Than Atlantis sono stati un gruppo rock inglese originario di Watford attivo dal 2007 al 2019, anno del loro scioglimento.

## Formazione

### Formazione attuale
- Mike Duce – chitarra (dal 2007), voce (dal 2008)
- Ben Sansom – chitarra (dal 2007)
- Eddy Thrower – batteria (dal 2009)
- Declan Hart – basso (dal 2010)

### Ex componenti
- Stephen Minter – basso (2008-2009)
- Josh Pickett – batteria (2008-2009)
- Richard Wilkinson – basso (2007-2008)
- Matt Britz – batteria (2007-2008)
- Luke Sansom – voce (2007-2008)

## Discografia

### Album in studio
- 2010 – Far Q (A Wolf at Your Door)
- 2011 – World Records (A Wolf at Your Door)
- 2012 – Changing Tune (Island Records)
- 2014 – Lower Than Atlantis (Sony Music Entertainment)
- 2017 – Safe in Sound (Easy Life, Red Essential)

### Raccolte
- 2017 – Demos, B-Sides & Rarities (Kerrang!)

### EP
- 2007 – Demo 2007
- 2008 – Bretton
- 2010 – Punk on the Covers
- 2014 – Emily